# MKB-10 Poglavje I: Nekatere infekcijske in parazitske bolezni
| Mednarodna klasifikacija bolezni in sorodnih zdravstvenih problemov 10. popravljena izdaja | Mednarodna klasifikacija bolezni in sorodnih zdravstvenih problemov 10. popravljena izdaja | Mednarodna klasifikacija bolezni in sorodnih zdravstvenih problemov 10. popravljena izdaja     |
| Poglavje                                                                                   | Kategorije                                                                                 | Naslov                                                                                         |
| ------------------------------------------------------------------------------------------ | ------------------------------------------------------------------------------------------ | ---------------------------------------------------------------------------------------------- |
| I                                                                                          | A00-B99                                                                                    | Nekatere infekcijske in parazitske bolezni                                                     |
| II                                                                                         | C00-D48                                                                                    | Neoplazme                                                                                      |
| III                                                                                        | D50-D89                                                                                    | Bolezni krvi in krvotvornih organov in nekatere bolezni, pri katerih je udeležen imunski odziv |
| IV                                                                                         | E00-E90                                                                                    | Endokrine, prehranske in presnovne bolezni                                                     |
| V                                                                                          | F00-F99                                                                                    | Duševne in vedenjske motnje                                                                    |
| VI                                                                                         | G00-G99                                                                                    | Bolezni živčevja                                                                               |
| VII                                                                                        | H00-H59                                                                                    | Bolezni očesa in adneksov                                                                      |
| VIII                                                                                       | H60-H95                                                                                    | Bolezni ušesa in mastoida                                                                      |
| IX                                                                                         | I00-I99                                                                                    | Bolezni obtočil                                                                                |
| X                                                                                          | J00-J99                                                                                    | Bolezni dihal                                                                                  |
| XI                                                                                         | K00-K93                                                                                    | Bolezni prebavil                                                                               |
| XII                                                                                        | L00-L99                                                                                    | Bolezni kože in podkožja                                                                       |
| XIII                                                                                       | M00-M99                                                                                    | Bolezni mišično-skeletnega sistema in vezivnega tkiva                                          |
| XIV                                                                                        | N00-N99                                                                                    | Bolezni sečil in spolovil                                                                      |
| XV                                                                                         | O00-O99                                                                                    | Nosečnost, porod in poporodno obdobje                                                          |
| XVI                                                                                        | P00-P96                                                                                    | Nekatera stanja, ki izvirajo v obporodnem obdobju                                              |
| XVII                                                                                       | Q00-Q99                                                                                    | Prirojene malformacije, deformacije in kromosomske nenormalnosti                               |
| XVIII                                                                                      | R00-R99                                                                                    | Simptomi, znaki in nenormalni klinični in laboratorijski izvidi, ki niso uvrščeni drugje       |
| XIX                                                                                        | S00-T98                                                                                    | Poškodbe, zastrupitve in nekatere druge posledice zunanjih vzrokov                             |
| XX                                                                                         | V01-Y98                                                                                    | Zunanji vzroki obolevnosti in umrljivosti                                                      |
| XXI                                                                                        | Z00-Z99                                                                                    | Dejavniki, ki vplivajo na zdravstveno stanje in na stik z zdravstveno službo                   |
| XXII                                                                                       | U00-U99                                                                                    | Kode za posebno uporabo                                                                        |

Mednarodno klasifikacijo bolezni in sorodnih zdravstvenih problemov 10-ta revizija (MKB-10) objavlja Svetovna zdravstvena organizacija (WHO)..  Ta stran vsebuje MKB-10 Poglavje I: Nekatere infekcijske in parazitske bolezni.

## A00-A79 - Bakterijske infekcije, druge črevesne infekcijske bolezni in infekcije prenosljive pretežno s spolnimi odnosi

### (A00-A09) Črevesne infekcijske bolezni
- (A00) Kolera

- (A01) Tifus in paratifus
  - (A01.0) Tifus
    - Infekcija, ki jo povzroča bakerija Salmonella typhi

  - (A01.1) Paratifus A
  - (A01.2) Paratifus B
  - (A01.3) Paratifus C
  - (A01.4) Paratifus, neopredeljen
    - Infekcija, ki jo povzroča bakerija Salmonella paratyphi, BDO

- (A02) Druge infekcije zaradi salmonel (infekcija ali zastrupitev s hrano zaradi katerih koli salmonel, razen S. typhi in S. paratyphi

- (A03) Šigeloza (griža)
  - (A03.0) Griža, ki jo povzroča Shigella dysenteriae
  - (A03.1) Griža, ki jo povzroča Shigella flexneri
  - (A03.2) Griža, ki jo povzroča Shigella boydii
  - (A03.3) Griža, ki jo povzroča Shigella sonnei
  - (A03.8) Druge vrste griž
  - (A03.9) Griža, neopredeljena
    - Baciliarna dizenterija BDO

- (A04) Druge bakterijske črevesne infekcije

- - (A04.0) Infekcija, ki jo povzroča enteropatogena Escherichia coli
  - (A04.1) Infekcija, ki jo povzroča enterotoksigena Escherichia coli
  - (A04.2) Infekcija, ki jo povzroča enteroinvazivna Escherichia coli
  - (A04.3) Infekcija, ki jo povzroča enterohemoragična Escherichia coli
  - (A04.4) Druge črevesne infekcije, ki jo povzroča Escherichia coli
  - (A04.5) Enteritis, ki ga povzroča kampilobakter
  - (A04.6) Enteritis, ki ga povzroča Yersinia enterocolitica
  - (A04.7) Enteritis, ki ga povzroča Clostridium difficile
    - Psevdomembranozni kolitis

  - (A04.8) Druge opredeljene bakterijske črevesne infekcije
  - (A04.9) Bakterijska črevesna infekcija, neopredeljena
    - Bakterijski enteritis BDO

- (A05) Druge zastrupitve z bakterijami, ki se prenašajo s hrano, ki niso uvrščene drugje 
  - (A05.0) Stafilokokna zastrupitev s hrano
  - (A05.1) Botulizem
  - (A05.2) Zastrupitev s hrano, ki jo povzroča Clostridium perfringens (Clostridium welchii)
    - Nekrotizirajoči enteritis
    - Pig-bel

  - (A05.3) Zastrupitev s hrano, ki jo povzroča Vibrio parahaemolyticus
  - (A05.4) Zastrupitev s hrano, ki jo povzroča Baccilus cereus
  - (A05.8) Druge opredeljene bakterijske zastrupitve s hrano
  - (A05.8) Bakterijska zastrupitev s hrano, neopredeljena

- (A06) Amebioza
  - (A06.0) Akutna amebna dizenterija
    - Akutna amebioza
    - Črevesna amebioza BDO

  - (A06.1) Kronična črevesna amebioza
  - (A06.2) Amebni nedezinterični kolitis
  - (A06.3) Amebom črevesja
  - (A06.4) Jetrni amebni absces
  - (A06.5) Pljučni amebni absces (J99.8*)
  - (A06.6) Možganski amebni absces (G07*)
  - (A06.7) Kožna amebioza
  - (A06.8) Amebna infekcija na drugih mestih
  - (A06.9) Amebioza, neopredeljena

- (A07) Druge protozojske črevesne bolezni
  - (A07.0) Balantidioza
  - (A07.1) Lamblioza (giardioza)
  - (A07.2) Kriptosporidioza
  - (A07.3) Izosporiaza
  - (A07.8) Druge opredeljene protozojske črevesne bolezni
    - Črevesna trihomoniaza
    - Sarkocistoza
    - Sarkosporidioza

  - (A07.9) Protozojske črevesne bolezni, neopredeljene
    - Driska zaradi bičkarjev

- (A08) Virusne in druge opredeljene črevesne infekcije
  - (A08.0) Rotavirusni enteritis
  - (A08.1) Akutna gastroenteropatija, ki jo povzroča Norwalk virus
  - (A08.2) Adenovirusni enteritis

- (A09) Driska in gastroenteritis, pri katerih se predpostavlja, da so posledica infekcije

### (A15-A19) Tuberkuloza
- (A15) Tuberkuloza dihal, potrjena bakteriološko in/ali histološko

- (A16) Tuberkuloza dihal, ki bakteriološko ali histološko ni potrjena
- (A17) Tuberkuloza živčevja
  - (A17.0) Tuberkulozni meningitis (G01*)
  - (A17.1) Tuberculom meningitis (G07*)
  - (A17.8) Druge vrste tuberkuloze živčevja
  - (A17.9) Tuberkuloza živčevja, neopredeljena (G99.8*)

- (A18) Tuberkuloza drugih organov
  - (A18.0) Tuberkuloza kosti in sklepov
  - (A18.1) Tuberkuloza genitourinarnega sistema
  - (A18.2) Tuberkuloza periferna limfadenopatija]]
  - (A18.3) Tuberkuloza črevesa, peritoneja in mezenterijskih bezgavk
  - (A18.4) Tuberkuloza kože in podkožnega tkiva
  - (A18.5) Očesna tuberkuloza
  - (A18.6) Tuberkuloza ušes
  - (A18.7) Tuberkuloza suprarenalnih žlez (E35.1*)
    - Tuberkulozna Addisonova bolezen

  - (A18.8) Tuberkuloza drugih opredeljenih organov
- (A19) Miliarna tuberkuloza

### (A20-A28) Nekatere zoonoze, ki jih povzročajo bakterije
- (A20) Kuga
  - (A20.0) Bubonska kuga
  - (A20.1) Celulokutana kuga
  - (A20.2) Pljučna kuga
  - (A20.3) Meningitis, ki ga povzroča kuga
  - (A20.7) Septična kuga
  - (A20.8) Druge oblike kuge
  - (A20.9) Kuga, neopredeljena

- (A21) Tularemija
- (A22) Antraks (vranični prisad)
- (A23) Bruceloza
- (A24) Smrkavost in smrkavosti podobna bolezen melioidoza
  - (A24.0) Smrkavost, ki jo povzroča Pseudomonas mallei
  - (A24.1) Akutna in fulminantna melioidoza
  - (A24.2) Subaktna in kronična melioidoza
  - (A24.3) Druge vrste melioidoze
  - (A24.4) Melioidoza, neopredeljena
    - Infekcija, ki jo povzroča Pseudomonas pseudomallei BDO
    - Whitmorejeva bolezen

- (A25) Vročice, zaradi ugriza podgane
  - (A25.0) Spiriloza
    - Sodoku

  - (A25.1) Streptobaciloza
    - Haverilska vročica

  - (A25.9)  Vročice, zaradi ugriza podgane, neopredeljena

- (A26) Svinjska rdečica (erizipeloid)
- (A27) Leptospiroza
- (A28) Druge bakterijske zoonoze, ki niso uvrščene drugje 
  - (A28.0) Psevdotuberkuloza
  - (A28.1) Bolezen zaradi mačje opraskanine
  - (A28.2) Zunajčrevesna jersinioza

### (A30-A49) Druge bolezni, ki jih povzročajo bakterije
- (A30) Gobavost (lepra, Hansenova bolezen)

- (A31) Infekcija, ki jo povzročajo druge vrste mikobakterij
  - (A31.0) Pljučna mikrobakterijska infekcija
    - Infekcija, ki jo povzroča Mycobacterium avium
    - Infekcija, ki jo povzroča Mycobacterium intracellulare (Battey bacillus)
    - Infekcija, ki jo povzroča Mycobacterium kansasii

  - (A31.1) Kožna mikrobakterijska infekcija
    - Burulijev ulkus
    - Infekcija, ki jo povzroča Mycobacterium marinum
    - Infekcija, ki jo povzroča Mycobacterium ulcerans

  - (A31.8) Druge mikobakterijske infekcije
  - (A31.9) Mikobakterijska infekcija, neopredeljena
    - Atipična mikobakterijska infekcija BDO
    - Mikrobakterioza BDO

- (A32) Listerioza
- (A33) Tetanus novorojenčkov
- (A34) Obporodni tetanus
- (A35) Druge vrste tetanusa
- (A36) Davica (difterija)
- (A37) Oslovski kašelj
- (A38) Škrlatinka

- (A39) Meningokokna infekcija
  - (A39.0) Meningokni meningitis (G01*)
  - (A39.1) Waterhouse-Friderichsenov sindrom (E35.1*)
  - (A39.2) Akutna meningokokemija
  - (A39.3) Kronična meningokokemija
  - (A39.4) Meningokokemija, neopredeljena
  - (A39.5) meningokokna bolezen srca

- (A40) Streptokokna sepsa
  - (A40.0) Sepsa, ki jo povzroča streptokok skupine A
  - (A40.1) Sepsa, ki jo povzroča streptokok skupine B
  - (A40.2) Sepsa, ki jo povzroča streptokok skupine D
  - (A40.3) Sepsa, ki jo povzroča Streptococcus pneumoniae
  - (A40.8) Druge vrste opredeljena streptokokne sepse
  - (A40.9) Streptokokna sepsa, neopredeljena

- (A41) Druge sepse
  - (A41.0) Sepsa, ki jo povzroča Staphylococcus aureus (stafilokok)
  - (A41.1) Sepsa, ki jo povzroča drugi opredeljen stafilokok
  - (A41.2) Sepsa, ki jo povzroča neopredeljen stafilokok
  - (A41.3) Sepsa, ki jo povzroča Haemophilus influenzae
  - (A41.4) Sepsa, ki jo povzročajo anaerobi
  - (A41.5) Sepsa, zaradi drugih gram negativnih organizmov
  - (A41.8) Druge vrste opredeljena sepsa
  - (A41.9) Sepsa, neopredeljena
    - Septični šok
- (A42) Aktinomikoza
- (A43) Nokardioza

- (A44) Bartoneloza
  - (A44.0) Sistemska bartoneloza
  - (A44.1) Kožna in kožnosluznična bartoneloza
  - (A44.8) Druge oblike bartoneloze
  - (A44.9) Bartoneloza, neopredeljena

- (A46) Erizipel (šen)

- (A48) Druge bakterijske bolezni, ki niso uvrščene drugje
  - (A48.0) Plinska gangrena
  - (A48.1) Legioneloza (legionarska bolezen)
  - (A48.2) Legioneloza (legionarska bolezen) brez pljučnice (pontiaška vročica)
  - (A48.3) Sindrom toksičnega šoka
  - (A48.4) Brazilska pupurna vročica
  - (A48.8) Druge opredeljene bakterijske bolezni

- (A49) Bakterijske infekcije na neopredeljenih mestih
  - (A49.0) Stafilokokna infekcija, neopredeljena
  - (A49.1) Streptokokna infekcija, neopredeljena
  - (A49.2) Infekcija, ki jo povzroča Haemophilus influenzae, neopredeljena
  - (A49.3) Infekcija zaradi mikoplazme, neopredeljena
  - (A49.8) Druge bakterijske infekcije na neopredeljenih mestih
  - (A49.9) Bakteriemija, neopredeljena
    - Bakteriemija BDO

### (A50-A64) Infekcije, prenosljive pretežno s spolnimi odnosi
- (A50) Prirojeni sifilis
  - (A50.0) Zgodnji prirojeni sifilis, s simptomi
  - (A50.1) Zgodnji prirojeni sifilis, latenten
  - (A50.2) Zgodnji prirojeni sifilis, neopredeljen
  - (A50.3) Okvara očesa pri poznem prirojenem sifilisu
  - (A50.4) Pozni prirojeni nevrosifilis (juvenilni nevrosifilis)
  - (A50.5) Druge vrste poznega prirojenega sifilisa, s simptomi
  - (A50.6) Pozni prirojeni sifilis, latenten
  - (A50.7) Pozni prirojeni sifilis, neopredeljen
  - (A50.9) Prirojeni sifilis, neopredeljen

- (A51) Zgodnji sifilis
  - (A51.0) Primarno genitalni sifilis
    - Sifilitični čankar BDO

  - (A51.1) Primarno analni sifilis
  - (A51.2) Primarno ekstragenitalni sifilis
  - (A51.3) Sekundarni sifilis kože in sluznic
    - Ploščati kondilom

  - (A51.4) Druge vrste sekundarnega sifilisa
  - (A51.5) Zgodnji sifilis, latenten
  - (A51.9) Zgodnji sifilis, neopredeljen

- (A52) Pozni sifilis
  - (A52.0) Kardiovaskularni sifilis
  - (A52.1) Simptomatski nevrosifilis
    - Tabes dorzalis

  - (A52.2) Asimptomatski nevrosifilis
  - (A52.3) Nevrosifilis, neopredeljen
  - (A52.7) Druge vrste simptomatskega poznega sifilisa
  - (A52.8) Pozni sifilis, latenten
  - (A52.9) Pozni sifilis, neopredeljen

- (A53) Druge vrste neopredeljeni sifilis
  - (A53.0) Latentni sifilis, ki ni opredeljen kot zgodnji ali pozni
  - (A53.9) Sifilis, neopredeljen

- (A54) Gonokokna infekcija 
  - (A54.0) Gonokokna infekcija spodnjega genitourinarnega trakta brez abscesa periuretralnih ali akcesornih žlez
  - (A54.1) Gonokokna infekcija spodnjega genitourinarnega trakta z abscesom periuretralnih ali akcesornih žlez
  - (A54.2) Gonokokni pelviperitonitis in druge gonokokne genitourinarne infekcije
  - (A54.3) Gonokokna infekcija oči
  - (A54.4) Gonokokna infekcija  mišično skeletnega sistema
  - (A54.5) Gonokokni faringitis
  - (A54.6) Gonokokna infekcija anusa in rektuma
  - (A54.8) Druge gonokokne infekcije
  - (A54.9) Gonokokna infekcija, neopredeljena

- (A55) Klamidijski limfogranulom (venerični)

- (A56) Druge spolno prenosljive klamidijske bolezni
  - (A56.0) Klamidijska infekcija spodnjega genitourinarnega trakta
  - (A56.1) Klamidijska infekcija pelviperitoneja in drugih genitourinarnih organov
  - (A56.2) Klamidijska infekcija genitourinarnega trakta, neopredeljena
  - (A56.3) Klamidijska infekcija anusa in rektuma
  - (A56.4) Klamidijska infekcija farinksa
  - (A56.8) Spolno prenosljiva klamidijska infekcija na drugih mestih

- (A57) Mehki čankar

- (A58) Granuloma inguinale (Donovanova bolezen)

- (A59) Trihomonioza
  - (A59.0) Urogenitalna trihomonioza
  - (A59.8) Trihomonioza na drugih mestih
  - (A59.9) Trihomonioza, neopredeljena

- (A60) Anogenitalna herpesvirusna infekcija (herpes simplex) 
  - (A60.0) Genitalni herpes
  - (A60.1) Herpesvirusna infekcija perianalne kože in rektuma
  - (A60.9) Anogenitalna herpesvirusna infekcija, neopredeljena

- (A63) Druge, pretežno spolno prenosljive bolezni, ki niso uvrščene drugje 
  - (A63.0) Anogenitalne bradavice (venerične)
  - (A63.8) Druge opredeljene pretežno spolno prenosljive bolezni

- (A64) Neopredeljene spolno prenosljive bolezni

### (A65-A69) Druge bolezni, ki jih povzročajo spirohete
- (A65) Nevenerični sifilis
  - Bejel
  - Endemični sifilis
  - Njovera
- (A66) Frambezija
- (A67) Pinta (karate)
- (A68) Povratne mrzlice
- (A69) Druge infekcije, ki jih povzročajo spirohete
  - (A69.0) Nekrotizirajoči ulcerativni stomatitis
    - Čankar ustne votline
    - Fuzospirohetalna gangrena
    - Noma
    - Gangrenozni stomatitis

  - (A69.1) Druge Vincentove infekcije
    - Trench mouth

  - (A69.2) Lymska borelioza
    - Erythema chronicum migrans, ki jo povzroča Borrelia burgdorferi

  - (A69.8) Druge opredljene infekcije, ki jih povzročajo spirohete
  - (A69.9) Infekcija, ki jih povzročajo spirohete, neopredeljena

### (A70-A74) Druge bolezni, ki jih povzročajo klamidije
- (A70) Infekcija, ki jo povzroča Chlamydia psittaci
  - Psitakoza
  - Papagajska mrzlica
  - Ornitoza
- (A71) Trahom
- (A74) Druge bolezni, ki jih povzročajo klamidije

### (A75-A79) Rikecioze
- (A75) Pegasti tifus (rikecijski tifus)
  - (A75.0) Epidemična pegavica, ki jo prenašajo uši in jo povzroča Rickettsia prowazekii
    - Klasična pegavica

  - (A75.1) Povratna pegavica (Brillova bolezen)
    - Brill-Zinsserjeva bolezen

  - (A75.2) Pegavica, ki jo povzroča Rickettsia typhi
  - (A75.3) Pegavica, ki jo povzroča Rickettsia tsutsugamushi
    - Vročica tsutsugamushi

  - (A75.9) Pegasti tifus, neopredeljen

- (A77) Pegavica, ki jo prenaša klop (rikecioze, ki jih prenaša klop)
  - (A77.0) Pegavica, ki jo povzroča Rickettsia rickettsii
    - Pegavica Skalnega gorovja
    - Vročica Sao Paulo

  - (A77.1) Pegavica, ki jo povzroča Rickettsia conorii
    - Afriška pegavica, ki jo prenaša klop
    - Boutonneujska vročica
    - Indijska pegavica, ki jo prenaša klop
    - Kenijska pegavica, ki jo prenaša klop
    - Marseillska vročica
    - Mediteranska pegavica, ki jo prenaša klop

  - (A77.2) Pegavica, ki jo povzroča Rickettsia sibirica
    - Severnoazijska vročica, ki jo prenaša klop
    - Sibirska pegavica, ki jo prenaša klop

  - (A77.3) Pegavica, ki jo povzroča Rickettsia australis
    - Queenslandska pegavica, ki jo prenaša klop

  - (A77.8) Druge vrste pegavice, ki jih prenaša klop
  - (A77.9) Pegavica, ki jo prenaša klop, neopredeljena
    - Pegavica BDO, ki jo prenaša klop

- (A78) Vročica Q

- (A79) Druge vrste rikecioz
  - (A79.0) Rovska vročica
    - Kvintana vročica
    - Volinjska vročica

  - (A79.1) Rikecijske koze, ki jih povzroča Rickettsia akari
    - Vročica Kew Garden
    - Vezikularna rikecioza

  - (A79.8) Druge opredeljene rikecioze
    - Rikecioza, ki jo povzroča Ehrlichia sennetsu

  - (A79.9) Rikecioza, neopredeljena
    - Rikecijska infekcija BDO

## A80-B34 - Virusne infekcije

### (A80-A89) Virusne infekcije centralnega živčnega sistema
- (A80) Akutni poliomielitis
  - (A80.0) Akutni paralitični poliomielitis, povezan z vakcino
  - (A80.1) Akutni paralitični poliomielitis, divji virus, importiran
  - (A80.2) Akutni paralitični poliomielitis, divji virus, endemičen
  - (A80.3) Akutni paralitični poliomielitis, druge vrste in opredeljen
  - (A80.4) Akutni neparalitični poliomielitis
  - (A80.9) Akutni poliomielitis, neopredeljen

- (A81) Atipične virusne infekcije centralnega živčnega sistema
  - (A81.0) Creutzfeldt-Jakobova bolezen
  - (A81.1) Subakutni sklerozirajoči panencefalitis
  - (A81.2) Progresivna multifokalna levkoencefalopatija
  - (A81.8) Druge atipične virusne infekcije centralnega živčnega sistema
    - Kuru

  - (A81.9) Atipična virusna infekcija centralnega živčnega sistema, neopredeljena
    - Prionska bolezen centralnega živčnega sistema BDO

- (A82) Steklina
  - (A82.0) Silvatična steklina
  - (A82.1) Urbana steklina
  - (A82.9) Steklina, neopredeljena

- (A83) Virusni encefalitis, ki ga prenaša komar
  - (A83.0) Japonski encefalitis
  - (A83.1) Zahodni konjski encefalitis
  - (A83.2) Vzhodni konjski encefalitis
  - (A83.3) St. Louisni encefalitis
  - (A83.4) Avstralski encefalitis
    - Kunjin virusna bolezen

  - (A83.5) Kalifornijski encefalitis
    - Kalifornijski meningoencefalitis
    - Encefalitis La Crosse

  - (A83.6) Virusna bolezen Rocio
  - (A83.8) Druge vrste virusnega encefalitisa, ki ga prenaša komar
  - (A83.9) Virusni encefalitis, ki ga prenaša komar, neopredeljen

- (A84) Virusni encefalitis, ki ga prenaša klop
  - (A84.0) Daljnovzhodni encefalitis (ruski spomladansko-poletni encefalitis)
  - (A84.1) Centralnoevropski encefalitis, ki ga prenaša klop
  - (A84.8) Druge vrste virusnega encefalitisa, ki ga prenaša klop
    - Bolezen louping ill
    - Powassanova virusna bolezen

  - (A84.9) Virusni encefalitis, ki ga prenaša klop, neopredeljen

- (A85) Druge vrste virusnega encefalitisa, ki ni uvrščen drugje
  - (A85.0) Enterovirusni encefalitis (G05.1*)
  - (A85.1) Adenovirusni encefalitis (G05.1*)
  - (A85.2) Virusni encefalitis, ki ga prenašajo členonožci, neopredeljen
  - (A85.8) Druge vrste opredeljenega virusnega encefalitisa
    - Latargični encefalitis
    - Von Economo-Crucethova bolezen

- (A86) Neopredeljeni virusni encefalitis

- (A87) Virusni meningitis
  - (A87.0) Enterovirusni meningitis (G02.0*)
  - (A87.1) Adenovirusni meningitis (G02.0*)
  - (A87.2) Limfocitni horiomeningitis
  - (A87.8) Druge vrste opredeljenega virusnega meningitisa
  - (A87.9) Virusni meningitis, neopredeljen

- (A88) Druge vrste virusne infekcije centralnega živčnega sistema, ki niso uvrščene drugje
  - (A88.0) Enterovirusna vročica z ispuščajem (Bostonski eksantem)
  - (A88.1) Epidemična vrtoglavica
  - (A88.8) Druge vrste opredeljene virusne infekcije centralnega živčnega sistema

- (A89) Neopredeljena virusna infekcija centralnega živčnega sistema

### (A90-A99) Virusne vročice, ki jih prenašajo členonožci, in virusne hemoragične vročice
- (A90) Vročica denga (klasična denga)

- (A91) Hemoragična vročica denga

- (A92) Druge virusne vročice, ki jih prenaša komar
  - (A92.0) Virusna bolezen Chikungunya
  - (A92.1) Vročica O'nyong-nyong
  - (A92.2) Venezuelska konjska vročica
  - (A92.3) Zahodnonilska vročica
  - (A92.4) Vročica doline Rift
  - (A92.8) Druge opredeljene virusne vročice, ki jih prenaša komar
  - (A92.9) Virusna vročica, ki jo prenaša komar, neopredeljena

- (A93) Druge virusne vročice, ki jih prenašajo členonožci, ki niso uvrščene drugje 
  - (A93.0) Virusna bolezen Oropouche
    - Vročica Oropouche

  - (A93.1) Vročica peščene muhe
    - Vročica papatači
    - Flebotomijska vročica

  - (A93.2) Koloradska vročica, ki jo prenaša klop
  - (A93.8) Druge opredeljene virusne vročice, ki jih prenašajo členonožci
    - Virusna bolezen Piry
    - Bolezen virusnega vezikuloznega stomatitisa (Vročica Indijancev)

- (A94) Nespecifična virusna vročica, ki jo prenašajo členonožci

- (A95) Rumena mrzlica
  - (A95.0) Silvatična rumena mrzlica
  - (A95.1) Urbana rumena mrzlica
  - (A95.9) Rumena mrzlica, neopredeljena

- (A96) Arenavirusna hemoragična vročica
  - (A96.0) Junina hemoragična vročica
    - Argentinska hemoragična vročica

  - (A96.1) Hemoragična vročica Machupo
    - Bolivijska hemoragična vročica

  - (A96.2) Vročica Lassa
  - (A96.8) Druge erenavirusne hemoragične vročice
  - (A96.9) Arenavirusna hemoragična vročica, neopredeljena

- (A98) Druge virusne hemoragične vročice, ki niso uvrščene drugje 
  - (A98.0) Krimsko-kongoška hemoragična vročica
  - (A98.1) Omska hemoragična vročica
  - (A98.2) Bolezen kyasanurskega gozda
  - (A98.3) Marburgvirusna bolezen
  - (A98.4) Ebolavirusna bolezen
  - (A98.5) Hemoragična vročica z renalnim sindromom
  - (A98.8) Druge opredeljene virusne hemoragične vročice

- (A99) Neopredeljena virusna hemoragična vročica

### (B00-B09) Virusne infekcije, za katere so značilne spremembe na koži in sluznici
- (B00) Herpesvirusne (herpes simpleks) infekcije
  - (B00.0) Eczema herpeticum
  - (B00.1) Herpesvirusni vezikularni dermatitis
  - (B00.2) Herpesvirusni gingivostomatitis (slinavka) in faringotonzilitis
  - (B00.3) Herpesvirusni meningitis (G02.0*)
  - (B00.4) Herpesvirusni encefalitis (G05.1*)
  - (B00.5) Herpesvirusno vnetje očesa
  - (B00.7) Diseminirana herpesvirusna bolezen
  - (B00.8) Druge oblike herpesvirusne infekcije
  - (B00.9) Herpesvirusna infekcija, neopredeljena

- (B01) Varičela (norice)
  - (B01.0) Varičelni meningitis (G02.0*)
  - (B01.1) Varičelni encefalitis (G05.1*)
  - (B01.2) Varičelna pljučnica (J17.1*)
  - (B01.8) Varičela z drugimi zapleti
  - (B01.9) Varičela brez zapleta

- (B02) Zoster (herpes zoster)
  - (B02.0) Encefalitis zaradi zostra (G05.1*)
  - (B02.1) Meningitis zaradi zostra (G02.0*)
  - (B02.2) Zoster s prizadetostjo drugih delov živčnega sistema
  - (B02.3) Vnetje očesa zaradi zostra
  - (B02.7) Diseminirani zoster
  - (B02.8) Zoster z drugim zapleti
  - (B02.9) Zoster brez zapleta

- (B03) Črne koze

- (B04) Opičje koze

- (B05) Ošpice
  - (B05.0) Ošpice, ki se komplicirajo z encefalitisom (G05.1*)
  - (B05.1) Ošpice, ki se komplicirajo z meningitisom (G02.0*)
  - (B05.2) Ošpice, ki se komplicirajo s pnevmonijo (J17.1*)
  - (B05.3) Ošpice, ki se komplicirajo z vnetjem srednjega ušesa (H67.1*)
  - (B05.4) Ošpice s črevesnimi zapleti
  - (B05.8) Ošpice z drugimi zapleti
  - (B05.9) Ošpice brez zapletov

- (B06) Rdečke (rubella)
  - (B06.0) Rdečke z nevrološkimi zapleti
  - (B06.8) Rdečke z drugimi zapleti
  - (B06.9) Rdečke brez zapletov

- (B07) Virusne bradavice

- (B08) Druge virusne infekcije, z značilnimi spremembami na koži in sluznicah, ki niso uvrščene drugje
  - (B08.0) Druge ortopoksvirusne infekcije
    - Kravje koze
    - Orfvirusna bolezen
    - Psevdokravje koze
    - Vakcinija

  - (B08.1) Molluscum contagiosum
  - (B08.2) Exanthema subitum (šesta bolezen)
  - (B08.3) Erythema infectiosum (peta bolezen)
  - (B08.4) Enterovirusni vezikularni stomatitis z izpuščaji
    - Bolezen dlani, podplatov in ust

  - (B08.5) Enterovirusni vezikularni faringitis
    - Herpangina

  - (B08.8) Druge virusne infekcije, z značilnimi spremembami na koži in sluznicah
    - Enterovirusni limfonodularni faringitis
    - Parkljevka in slinavka
    - Tanapoksvirusna bolezen
    - Yabapoksvirusna bolezen

- (B09) Neopredeljene virusne infekcije z značilnimi spremembami na koži in sluznicah
  - Virusni enantem BDO
  - Virusni eksantem BDO

### (B15-B19) Virusni hepatitis
- (B15) Akutni hepatitis A
  - (B15.0) Hepatitis A s hepatično komo
  - (B15.9) Hepatitis A brez hepatične kome

- (B16) Akutni hepatitis B
  - (B16.0) Akutni hepatitis B z agensom delta (istočasno infekcija) z jetrno komo
  - (B16.1) Akutni hepatitis B z agensom delta (istočasno infekcija) brez jetrne kome
  - (B16.2) Akutni hepatitis B brez agensa delta z jetrno komo
  - (B16.9) Akutni hepatitis B brez agensa delta in brez jetrne kome

- (B17) Druge vrste akutni virusni hepatitis
  - (B17.0) Akutna (dodatna) infekcija delta pri nosilcu virusa hepatitisa B
  - (B17.1) Akutni hepatitis C
  - (B17.2) Akutni hepatitis E
  - (B17.8) Druge vrste opredeljenega akutnega virusnega hepatitisa

- (B18) Kronični virusni hepatitis
  - (B18.0) Kronični hepatitis B z agensom delta
  - (B18.1) Kronični virusni hepatitis B brez agensa delta
  - (B18.2) Kronični virusni hepatitis C
  - (B18.8) Druge vrste kroničnega hepatitisa
  - (B18.9) Kronični virusni hepatitis, neopredeljen

- (B19) Neopredeljen virusni hepatitis
- (B19.0) Neopredeljen virusni hepatitis s komo
- (B19.9) Neopredeljen virusni hepatitis brez kome

### (B20-B24) Bolezen, ki jo povzroča virus človeške imunske pomanjkljivosti [HIV]
- (B20) Bolezen, ki jo povzroča Virus človeške imunske pomanjkljivosti (HIV), ki se kaže z infekcijskimi in parazitskimi boleznimi
  - (B20.0) AIDS, ki se kaže z mikobakterijsko infekcijo
  - (B20.1) AIDS, ki se kaže z drugo bakterijsko infekcijo
  - (B20.2) AIDS, ki se kaže s citomegalovirusno boleznijo
  - (B20.3) AIDS, ki se kaže z drugo virusno infekcijo
  - (B20.4) AIDS, ki se kaže s kandidiazo
  - (B20.5) AIDS, ki se kaže z drugimi mikozami
  - (B20.6) AIDS, ki se kaže s pnevmonijo, ki jo povzroča Pneumocystis carini
  - (B20.7) AIDS, ki se kaže z multiplimi infekcijami
  - (B20.8) AIDS, ki se kaže z drugimi infekcijskimi in parazitskimi boleznimi
  - (B20.9) AIDS, ki se kaže z neopredeljeno infekcijsko ali parazitsko boleznijo

- (B21) Bolezen, ki jo povzroča Virus človeške imunske pomanjkljivosti (HIV), ki se kaže v malignih neoplazmah
  - (B21.0) AIDS, ki se kaže s Kaposijevim sarkomom
  - (B21.1) AIDS, ki se kaže z Burkittovim limfomom
  - (B21.2) AIDS, ki se kaže z drugimi tipi ne-Hodgkinkovega limfoma
  - (B21.3) AIDS, ki se kaže z drugimi malignimi neoplazmami of lymphoid, haematopoietic and related tissue
  - (B21.7) AIDS, ki se kaže z multiplimi malignimi neoplazmami
  - (B21.8) AIDS, ki se kaže z drugimi malignimi neoplazmami
  - (B21.9) AIDS, ki se kaže z neopredeljeno maligno neoplazmo

- (B22) Bolezen, ki jo povzroča Virus človeške imunske pomanjkljivosti (HIV), ki se kaže z drugimi opredeljenimi boleznimi
  - (B22.0) AIDS, ki se kaže z encefalopatijo
  - (B22.1) AIDS, ki se kaže z limfoidno intersticijsko pljučnico
  - (B22.2) AIDS, ki se kaže z sindromom izgube telesne teže
  - (B22.7) AIDS, ki se kaže v multiplih boleznih uvrščenih drugje

- (B23) Bolezen, ki jo povzroča Virus človeške imunske pomanjkljivosti (HIV), ki se kaže z drugimi opredeljenimi stanji
  - (B23.0) Sindrom akutne infekcije HIV
  - (B23.1) AIDS, ki se kaže z (persistent) generalizirano limfadenopatijo
  - (B23.2) AIDS, ki se kaže z hematološkimi in imunskimi abnormalnostmi, ki ni uvrščena drugje
  - (B23.8) AIDS, ki se kaže z drugimi opredeljenimi stanji

- (B24) Neopredeljena bolezen, ki jo povzroča Virus človeške imunske pomanjkljivosti (HIV)

### (B25-B34) Druge virusne bolezni
- (B25) Citomegalovirusna bolezen
  - (B25.0) Citomegalovirusna pljučnica (J17.1*)
  - (B25.1) Citomegalovirusni hepatitis (JK77.0*)
  - (B25.2) Citomegalovirusna pankreatitis (K87.1*)
  - (B25.8) Druge citomegalovirusne bolezni
  - (B25.9) Citomegalovirusna bolezen, neopredeljena

- (B26) Mumps
  - (B26.0) Mumpsov orhitis (N51.1*)
  - (B26.1) Mumpsov meningitis (G02.0*)
  - (B26.2) Mumpsov encefalitis (G05.1*)
  - (B26.3) Mumpsov pankreatitis (K87.1*)
  - (B26.8) Mumps z drugimi zapleti
  - (B26.9) Mumps brez zapletov

- (B27) Infekcijska mononukleoza
  - (B27.0) Gamaherpesvirusna mononukleoza
  - (B27.1) Citomegalovirusna mononukleoza
  - (B27.8) Druge infekcijske mononukleoze
  - (B27.9) Infekcijska mononukleoza, neopredeljena

- (B30) Virusni konjunktivitis
  - (B30.0) Keratokonjunktivitis, ki ga povzroča adenovirus (H19.2*)
    - Oči ladjarjev

  - (B30.1) Konjunktivitis, ki ga povzroča adenovirus (H19.2*)
  - (B30.2) Virusni faringokonjunktivitis
  - (B30.3) Akutni epidemični hemoragični konjunktivitis (enterovirusni) (H13.1*)
  - (B30.0) Druge vrste virusnega konjunktivitisa (H13.1*)
  - (B30.0) Virusni konjunktivitis, neopredeljen

- (B33) Druge virusne bolezni, ki niso uvrščene drugje 
  - (B33.0) Epidemična mialgija
    - Bornholmska bolezen

  - (B33.1) Bolezen Ross River
    - Epidemični poliartritis in eksantem
    - Vročica Ross River

  - (B33.2) Virusni karditis
  - (B33.3) Retrovirusne infekcije, ki niso uvrščene drugje
  - (B33.4)  Hantavirusni pljučni sindrom (HPS ali HCPS) (J17.*)
  - (B33.8) Druge opredeljene virusne bolezni

- (B34) Virusna infekcija na neopredeljenih mestih
  - (B34.0) Adenovirusna infekcija, neopredeljena
  - (B34.1) Enterovirusna infekcija, neopredeljena
  - (B34.2) Coronavirusna infekcija, neopredeljena
  - (B34.3) Parvovirusna infekcija, neopredeljena
  - (B34.4) Papovavirusna infekcija, neopredeljena
  - (B34.8) Druge virusne infekcije na neopredeljenih mestih
  - (B34.9) Virusna infekcija, neopredeljena

## B35-B89 - Infekcije, ki jih povzročajo glive, praživali, črvi in druge infestacije

### (B35-B49) Mikoze
- (B35) Dermatofitoze
  - (B35.0) Tinea barbae in tinea capitis
    - Dermatofitoza brade
    - Kerion
    - Dermatofitoza lasišča
    - Sikoza, mikotična

  - (B35.1) Tinea unguium
    - Dermatofitoza onihija
    - Dermatofitoza nohtov
    - Onihomikoza

  - (B35.2) Tinea manuum
    - Dermatofitoza roke

  - (B35.3) Tinea pedis
    - Atletska noga
    - Dermatofitoza noge

  - (B35.4) Tinea corporis
    - Dermatofitoza telesa

  - (B35.5) Tinea imbricata
    - Tokelau

  - (B35.6) Tinea cruris
    - Srbenje Dhobi
    - Srbenje Jock
    - Ingvinalna dermatofitoza

  - (B35.8) Druge dermatofitoze
  - (B35.9) Dermatofitoza, neopredeljena

- (B36) Druge superficialne mikoze
  - (B36.0) Pityriasis versicolor
  - (B36.1) Tinea nigra
  - (B36.2) Bela piedra
  - (B36.3) Črna piedra
  - (B36.8) Druga opredeljene superficialne mikoze
  - (B36.9) Superficialna mikoza, neopredeljena

- (B37) Kandidioza
  - (B37.0) Kandidni stomatitis
    - Oral thrush

  - (B37.1) Pljučna kandidioza
  - (B37.2) Kandidioza kože in nohtov
  - (B37.3) Kandidioza vulve in vagine (N77.1*)
  - (B37.4) Kandidioza drugih urogenitalnih lokalizacij
  - (B37.5) Kandidni meningitis (G02.1*)
  - (B37.6) Kandidni endokarditis (I39.8*)
  - (B37.7) Kandidna sepsa
  - (B37.8) Kandidioza drugih lokalizacij
  - (B37.9) Kandidioza, neopredeljena

- Dimorfne glive
  - (B38) Kokcidiomikoza
  - (B39) Histoplazmoza
  - (B40) Blastomikoza
  - (B41) Parakokcidiomikoza
  - (B42) Sporotrihoza
- (B43) Kromomikoza in feomikotični absces
- (B44) Aspergiloza
- (B45) Kriptokokoza

- (B46) Zigomikoza
  - (B46.0) Pljučna mukormikoza
  - (B46.1) Rinocerebralna mukormikoza
  - (B46.2) Gastrointestinalna mukormikoza
  - (B46.3) Kožna mukormikoza
  - (B46.4) Diseminirana mukormikoza
  - (B46.5) Mukormikoza, neopredeljena
  - (B46.8) Druge zigomikoze
    - Entomoftoromikoza

  - (B46.9) Zigomikoza, neopredeljena

- (B47) Micetom
  - (B47.0) Evmicetom
    - Maduraska noga, mikotska
    - Maduromikoza

  - (B47.1) Aktinomicetom
  - (B47.9) Micetom, neopredeljen
    - Maduraska noga BDO

- (B48) Druge mikoze, ki niso uvrščene drugje 
  - (B48.0) Lobomikoza
    - Keloidna blastomikoza
    - Lobojeva bolezen

  - (B48.1) Rinosporidioza
  - (B48.2) Alešerioza
    - Infekcija, ki jo povzroča Pseudallescheria boydii

  - (B48.3) Geotrihoza
    - Geotrihomski stomatitis

  - (B48.4) Peniciloza
  - (B48.7) Oportunistične mikoze
  - (B48.8) Druge opredeljene mikoze
    - Adiaspiromikoza

- (B49) Neopredeljena mikoza

### (B50-B64) Protozojske bolezni
- (B50) Malarija, ki jo povzroča Plasmodium falciparum
  - (B50.0) Malarija, ki jo povzroča Plasmodium falciparum, s cerebralnimi zapleti
  - (B50.8) Malarija, ki jo povzroča Plasmodium falciparum, z drugimi zapleti
  - (B50.9) Malarija, ki jo povzroča Plasmodium falciparum, neopredeljena

- (B51) Malarija, ki jo povzroča Plasmodium vivax
  - (B51.0) Malarija, ki jo povzroča Plasmodium vivax, z repturo vranice
  - (B51.8) Malarija, ki jo povzroča Plasmodium vivax, z drugimi zapleti
  - (B51.9) Malarija, ki jo povzroča Plasmodium vivax, brez zapletov

- (B52) Malarija, ki jo povzroča Plasmodium malariae
  - (B52.0) Malarija, ki jo povzroča Plasmodium malariae, z nefropatijo
  - (B52.8) Malarija, ki jo povzroča Plasmodium malariae, z drugimi zapleti
  - (B52.9) Malarija, ki jo povzroča Plasmodium malariae, brez zapletov

- (B53) Druge vrste malarije, potrjena z izolacijo parazitov
  - (B53.0) Malarija, ki jo povzroča Plasmodium ovale
  - (B53.1) Malarija, ki jo povzročajo plazmodiji opic
  - (B53.8) Druge vrste malarija, potrjena z izolacijo parazitov, ki ni uvrščena drugje

- (B54) Neopredeljena malarija

- (B55) Lišmenioza
  - (B55.0) Visceralna lišmenioza (Kala-azar)
  - (B55.1) Kožna lišmenioza
  - (B55.2) Mukokutana lišmenioza
  - (B55.9) Lišmenioza, neopredeljena

- (B56) Afriška tripanosomoza
  - (B56.0) Gambienska tripanosomoza
  - (B56.0) Rodezijska tripanosomoza
  - (B56.0) Afriška tripanosomoza, neopredeljena
    - Spalna bolezen BDO

- (B57) Chagasova bolezen

- (B58) Toksoplazmoza

- (B59) Pnevmocistoza (J17.3*)

- (B60) Druge protozojske bolezni, ki niso uvrščene drugje 
  - (B60.0) Babezioza
    - Piroplazmoza

  - (B60.1) Akantamebioza
  - (B60.2) Naeglerioza
    - Primarni amebni meningoencefalitis (G05.2*)

  - (B60.8) Druge opredeljene protozojske bolezni
    - Mikrosporodioza

- (B64) Neopredeljene protozojske bolezni

### (B65-B83) Helmintioze
- (B65) Shistosomioza (bilharzioza)
  - (B65.0) Shistosomioza, ki jo povzroča Schistosoma haematobium (shistosomioza sečil)
  - (B65.1) Shistosomioza, ki jo povzroča Schistosoma mansoni (črevesna shistosomioza)
  - (B65.2) Shistosomioza, ki jo povzroča Schistosoma japonicum
  - (B65.3) Cekarijski dermatitis
    - Srbež plavalca

  - (B65.8) Druge vrste shistosomioze
  - (B65.9) Shistosomioza, neopredeljena

- (B66) Druge infekcije z metljaji
  - (B66.0) Opistorhioza
  - (B66.1) Klonorhioza
  - (B66.2) Dikrocelioza
  - (B66.3) Fasciolioza
  - (B66.4) Paragonimiaza
  - (B66.5) Fasciolopsioza
  - (B66.8) Druge opredeljene infekcije z metljaji
  - (B66.9) Metljajska infekcija, neopredeljena

- (B67) Ehinokokoza

- (B68) Tenioza (trakuljavost)
  - (B68.0) Trakuljavost, ki jo povzroča Taenia solium
    - Okužba z svinjsko trakuljo

  - (B68.1) Trakuljavost, ki jo povzroča Taenia saginata
    - Okužba z govejo trakuljo

  - (B68.9) Trakuljavost, neopredeljena

- (B69) Cisticerkoza

- (B70) Difilobotrioza in sparganoza
  - (B70.0) Difilobotrioza
  - (B70.1) Sparganoza

- (B71) Druge infekcije s trakuljami
  - (B71.0) Himenolepioza
    - Infekcija s pritlikavo trakuljo
    - Infekcija s podganjo trakuljo

  - (B71.1) Dipilidioza
    - Infekcija s pasjo trakuljo

  - (B71.8) Druge opredeljene infekcije s trakuljo
    - Cenuroza

  - (B71.8) Infekcija s trakuljo, neopredeljena

- (B72) Drakunkuloza

- (B73) Onhocerkoza

- (B74) Filarioza
  - (B74.0) Filarioza, ki jo povzroča Wuchereria bancrofti
    - Bankroftska elefantiaza, bankroftska filarioza

  - (B74.1) Filarioza, ki jo povzroča Brugia malayi
  - (B74.2) Filarioza, ki jo povzroča Brugia timori
  - (B74.3) Loioza
    - Kalabarska oteklina

  - (B74.4) Mansonelioza
  - (B74.8) Druge vrste filarioze
  - (B74.9) Filarioza, neopredeljena
    - Dirofilarioza

- (B75) Trihineloza

- (B76) Bolezni zaradi rudarskih glist
  - (B76.0) Ankilostomioza
  - (B76.1) Nekatorioza
  - (B76.8) Druge bolezni zaradi rudarkih glis
  - (B76.9) Bolezen zaradi rudarskih glist, neopredeljena
    - Kožna larva migrans BDO

- (B77) Askarioza

- (B78) Strongiloidoza

- (B79) Trihurioza

- (B80) Enterobioza

- (B81) Druge črevesne helmintioze, ki niso uvrščene drugje 
  - (B81.0) Anisakioza
  - (B81.1) Črevesna kapilarioza
  - (B81.2) Trihostrongilioza
  - (B81.3) Črevasna angiostrongilioza
  - (B81.4) Mešane črevesne helmintioze
  - (B81.8) Druge opredeljene črevesne helmintioze

- (B82) Neopredeljen črevesni parazitizem

- (B83) Druge helmintioze
  - (B83.0) Visceralna larva migrans
  - (B83.1) Gnatostomioza
  - (B83.2) Angiostrongilioza, ki jo povzroča Parastrongylus cantonensis
  - (B83.3) Singamioza
  - (B83.4) Notranja hirudinioza
  - (B83.8) Druge opredeljene helmintioze
    - Akantocefalioza
    - Gongilonemioza
    - Jetrna kapilarioza
    - Metastrongilioza
    - Telazioza

  - (B83.9) Helmintioza, neopredeljena

### (B85-B89) Pedikuloza, akarioza in druge infestacije
- (B85) Pedikuloza in ftirioza
  - (B85.0) Pedikuloza, ki jo povzroča Pediculus humanus capitis
  - (B85.1) Pedikuloza, ki jo povzroča Pediculus humanus corporis
  - (B85.2) Pedikuloza, neopredeljena
  - (B85.3) Ftirioza
  - (B85.4) Mešana pedikuloza in ftirioza

- (B86) Garje (skabies)

- (B87) Miioza

- (B88) Druge infestacije
  - (B88.0) Druge akarioze
    - Akarinski dermatitis
    - Dermatitis, ki ga povzroča vrsta Demodex
    - Dermatitis, ki ga povzroča Dermanyssus gallinae
    - Dermatitis, ki ga povzroča Liponyssoides sanguineus
    - Trombiculoza

  - (B88.1) Tungioza (infestacija s peščeno muho)
  - (B88.2) Druge infestacije členonožcev
    - Skarabioza

  - (B88.3) Zunanja hirudinioza
    - Infestacija s pijavko BDO

  - (B88.8) Druge opredeljene infestacije
    - Ihthioparazitizem, ki ga povzroča Vandellia cirrhosa
    - Lingvatuloza
    - Porocefalioza

  - (B88.9) Infestacija, neopredeljena
    - Infestacija (koža) BDO
    - Infestacija z pršicami BDO
    - Kožni paraziti BDO

- (B89) Neopredeljena parazitska bolezen

## B90-B99 - Posledice in bolezni, ki niso uvrščene drugje

### (B90-B94) Kasne posledice infekcijskih in parazitskih bolezni
- (B90) Kasne posledice tuberkuloze

- (B91) Kasne posledice poliomielitisa

- (B92) Kasne posledice gobavosti

- (B94) Kasne posledice drugih in neopredeljenih infekcijskih in parazitskih bolezni
  - (B94.0) Kasne posledice trahome
  - (B94.1) Kasne posledice virusnega encefalitisa
  - (B94.2) Kasne posledice virusnega hepatitisa
  - (B94.8) Kasne posledice drugih opredeljenih infekcijskih in parazitskih bolezni
  - (B94.9) Kasne posledice neopredeljenih infekcijskih in parazitskih bolezni

### (B95-B97) Bakterijski, virusni in drugi infekcijski povzročitelji
- (B95) Streptokoki in stafilokoki kot vzrok bolezni, uvrščenih v druga poglavja 
  - (B95.0) Streptokok, skupina A, kot vzrok bolezni, uvrščenih v druga poglavja
  - (B95.1) Streptokok, skupina B, kot vzrok bolezni, uvrščenih v druga poglavja
  - (B95.2) Streptokok, skupina D, kot vzrok bolezni, uvrščenih v druga poglavja
  - (B95.3) Streptococcus pneumoniae kot vzrok bolezni, uvrščenih v druga poglavja
  - (B95.4) Drugi streptokok kot vzrok bolezni, uvrščenih v druga poglavja
  - (B95.5) Neopredeljen streptokok kot vzrok bolezni, uvrščenih v druga poglavja
  - (B95.6) Staphylococcus aureus kot vzrok bolezni, uvrščenih v druga poglavja
  - (B95.7) Drugi stafilokok kot vzrok bolezni, uvrščenih v druga poglavja
  - (B95.8) Neopredeljen stafilokok kot vzrok bolezni, uvrščenih v druga poglavja

- (B96) Drugi bakterijski povzročitelji kot vzrok bolezni, uvrščenih v druga poglavja
  - (B96.0) Mycoplasma pneumoniae kot vzrok bolezni, uvrščenih v druga poglavja
  - (B96.1) Klebsiella pneumoniae kot vzrok bolezni, uvrščenih v druga poglavja
  - (B96.2) Escherichia coli kot vzrok bolezni, uvrščenih v druga poglavja
  - (B96.3) Haemophilus influenzae kot vzrok bolezni, uvrščenih v druga poglavja
  - (B96.4) Proteus mirabilis (morganii) kot vzrok bolezni, uvrščenih v druga poglavja
  - (B96.5) Pseudomonas (aeruginosa)(mallei)(pseudomallei) kot vzrok bolezni, uvrščenih v druga poglavja
  - (B96.6) Bacillus fragilis kot vzrok bolezni, uvrščenih v druga poglavja
  - (B96.7) Clostridium perfringens kot vzrok bolezni, uvrščenih v druga poglavja
  - (B96.8) Drugi opredeljeni bakterijski povzročitelji kot vzrok bolezni, uvrščenih v druga poglavja

- (B97) Virusni povzročitelji kot vzrok bolezni, uvrščenih v druga poglavja
  - (B97.0) Adenovirus kot vzrok bolezni, uvrščenih v druga poglavja
  - (B97.1) Enterovirus kot vzrok bolezni, uvrščenih v druga poglavja
    - Coxsackievirus
    - Echovirus

  - (B97.2) Coronavirus kot vzrok bolezni, uvrščenih v druga poglavja
  - (B97.3) Retrovirus kot vzrok bolezni, uvrščenih v druga poglavja
    - Lentivirus
    - Oncovirus

  - (B97.4) Respiratorni sincicijski virus kot vzrok bolezni, uvrščenih v druga poglavja
  - (B97.5) Reovirus kot povzročitelj kot vzrok bolezni, uvrščenih v druga poglavja
  - (B97.6) Parvovirus kot vzrok bolezni, uvrščenih v druga poglavja
  - (B97.7) Papillomavirus kot vzrok bolezni, uvrščenih v druga poglavja
  - (B97.8) Drugi virusni povzročitelji kot vzrok bolezni, uvrščenih v druga poglavja

### (B99) Druge infekcijske bolezni
- (B99) Druge in neopredeljene infekcijske bolezni